# Norman Bedard
Norman Joseph Bédard (Trois-Rivières, 30 de julio de 1962), también conocido por los nombres artísticos Norman Iceberg y Norman Joseph, es un cantautor canadiense.

## Primeros años: Actuando como Norman Iceberg
Artista gráfico convertido en artista de performance, Norman Bédard emergió de la escena musical underground de Montreal a principios de los años 80 bajo el nombre de Norman Iceberg. Uno de un puñado de artistas new wave de género ambiguo que surgieron tras el éxito de artistas como Duran Duran, Boy George y Gary Numan, Bédard fue reclutado por el productor musical Tony Green, responsable del éxito disco de France Joli en 1979, "Come To Me".
El sonido experimental y electro minimalista de Norman Bédard fue remodelado para adaptarse a la escena de los clubes de baile, como se evidencia en su debut, Be My Human Tonight (RCA). Person(a), lanzado en 1987, fue una colección conceptual de canciones synthpop que reflejaban la propia visión de la vida de un joven, y contó con tecladistas como Lenny Pinkas (Men Without Hats), Mario Spezza (Rational Youth) y Mic Lussier. La fotografía de la portada de él posando desnudo, que antecedió a la de Lovesexy de Prince por varios meses, generó controversia. Algunas selecciones tomadas de Person(a) fueron utilizadas para Le Match de la Vie de TVA, conducido por el autor y expolítico de Quebec Claude Charron.
En el escenario, se prestaba mucha atención al diseño del set y los efectos visuales; Bédard a veces solo estaba respaldado por una banda sonora pregrabada y vocalistas en vivo como Claudine Mercier y Louise Litsz, dándoles total libertad para usar accesorios y pantallas, un estilo popularizado por la artista de performance estadounidense Laurie Anderson. En 1988 se lanzó Gotta Move.
Con su ritmo frenético y energético, "Kiss the Beauty" de 1989 fue un favorito durante meses en los clubes nocturnos. El video musical de la canción principal fue dirigido por el cineasta Érik Canuel. Un par de años después, "We Act" le valió una nominación a "Mejor Video" en los premios de Musique Plus (el equivalente en Quebec a MTV).
A principios de los 90, los ejecutivos de la industria musical estadounidense le aconsejaron encarecidamente cambiar su nombre para evitar cualquier confusión con los nuevos artistas de rap Ice-T, Ice Cube y Vanilla Ice. Sin embargo, con un fuerte seguimiento gay, Bedard decidió seguir usando su nombre artístico, actuando notablemente en el Gay Pride de Los Ángeles en 1992, el famoso Whisky a Go Go, así como en Glam Slam de Prince, respaldado por los bailarines Viktor Manoel (de la gira 'Glass Spider' de David Bowie), Luca Tommassini y Carrie Ann Inaba (de la gira 'Girlie Show' de Madonna). También realizó sets acústicos con el actor estadounidense Robert Consoli en la guitarra.
Concluyendo una serie de conciertos con una banda de rock de cinco miembros en The Roxy Theatre en Los Ángeles, la última aparición de Bedard bajo el nombre Norman Iceberg fue en el programa de televisión sindicado Sheena Metal's Freakin' Rock Review en 1993. También grabó como Norman Joseph en 1994 antes de decidir volver a usar Norman Bedard, su último nombre de nacimiento.
Comprometido con su arte y ahora por su cuenta, Norman Bedard continuó escribiendo canciones, trabajando con colaboradores como Kevin Komoda (Rational Youth, Sarah McLachlan), y autoprodujo varios álbumes de preproducción no disponibles comercialmente, los cuales revelaron un lado más moderado. El material más reciente de Bedard, grabado en varios estudios, ofrecía el sonido de un hombre sencillo y maduro abrazando la vida. Con el objetivo de calmar nuestras almas, denominó a su nueva música como "zen pop".
En noviembre de 2007, Norman anunció a través de su sitio web que un nuevo álbum, programado para su lanzamiento en 2008, estaba en proceso. El álbum fue confirmado como titulado Vital el 9 de marzo de 2009, con una fecha de lanzamiento establecida para la primavera de 2009. Vital y una versión remasterizada de We Act fueron lanzados simultáneamente el 15 de julio de 2009. "Wonderful" fue el primer sencillo de Vital, lanzado el 2 de marzo de 2010. También lanzado en la misma fecha fue "Crawl" (Versión Alternativa) de Norman Iceberg, grabada originalmente en los años 90 en el estudio de Men Without Hats.
El 1 de junio de 2010, Bedard lanzó el segundo sencillo de su álbum Vital, "A Day With My Self", descrito por Richard Morris de Pink Paper como una "cancioncilla folk". Esto fue seguido por el lanzamiento de 1+1=2 de Norman Iceberg, también grabado en los años 90 en el estudio de Men Without Hats y remasterizado nuevamente en 2010. El siguiente sencillo, "Thank You", fue lanzado el 4 de octubre de 2010. Luego, Bedard nos ofreció "Sleepytime". Adrian Cooke, en una reseña para Maverick, llamó a "Sleepytime" "una canción con sabor a pop", diciendo "esta es una suave canción de cuna con una vocal sensible asistida por armonías etéreas. Material de calidad". El siguiente sencillo de Norman, "Space", fue lanzado el 8 de febrero de 2011. El escritor Jack Foley de IndieLondon llamó a "Space" "un disco pop relajado" y "el tipo de oferta que tiene un atractivo pegadizo instantáneo".